# Akasztó-hegyi-sziklaeresz
Az Akasztó-hegyi-sziklaeresz a Tihanyi-félszigeten, a Balaton-felvidéki Nemzeti Park területén található egyik üreg. Nem barlang.

## Leírás
Tihanyban, a rév és a kikötő felől összefutó hármas úttalálkozásnál, a Nyársas-hegy és az Akasztó-hegy közti nyeregben lévő autóparkolótól, amely régen szérűskert volt, K-re, a Balaton felé található a régi kőbányák által nagyon megbontott forráskúp maradványának legmagasabb pontja. Ennek Szép-kilátó a neve és rajta néhány, rönkből ácsolt pad és asztal van. A pihenőhely alatt, a meredek gejzirit sziklafal tövében található az üreg, kb. 145 m tengerszint feletti magasságban.
A 3 m széles és 210 cm magas bejárata kb. ÉK felé néz, befelé 240 cm. Térfogata kb. 4 m³. Alján egy nagyobb és néhány kisebb kőtuskó van kőzettörmelékbe ágyazva. Falán szép, hidrotermális oldásnyomok találhatók a sejtes és lemezes gejziritben.
Az üreg egy régi, alighanem teljesen beboltozott parazita forrásüreg maradványa. Nagyobbik részét lefejtették és így vált sziklaeresszé. Csupán helyi jelentőségű, kis méretű sziklaeresz, esőbeállóként 3–4 személy számára megfelelő.
1984-ben volt először Akasztó-hegyi-sziklaeresznek nevezve az üreg az irodalmában. Előfordul az üreg az irodalmában Akasztó-dombi-sziklaüreg (Eszterhás 1984), Akasztó-hegyi 1. barlang (Eszterhás 1984), Akasztó-hegyi barlangüregek (Bertalan 1976), Akasztó-hegyi-eresz (Eszterhás 1983), Autóparkoló alatti üreg (Eszterhás 1984) és Szépkilátó alatti sziklaeresz (Eszterhás 1984) neveken is.

## Kutatástörténet
Az 1976-ban befejezett, Magyarország barlangleltára című kéziratban az van írva, hogy az Akasztó-hegyi barlangüregek Tihanyban, a tihanyi apátságtól D-re kb. 1,2 km-re, az Akasztó-hegy meredek ÉK-i oldalán, sziklák lábánál, forrásmészkő feküjében lévő pannon homokban vannak. A kimállott sziklaüregek pár méter hosszúak. A kézirat üregekre vonatkozó része egy kézirat alapján lett írva. 1983-ban Eszterhás István és Szobonya Károly mérték fel az üreget, majd Eszterhás István a felmérés alapján megrajzolta az Akasztó-hegyi-sziklaeresz alaprajztérképét, hosszmetszettérképét és keresztmetszettérképét. A térképek 1:100 méretarányban készültek. A térképlapon látható az üreg helyszínrajza.
Az 1984-ben kiadott, Lista a Bakony barlangjairól című összeállításban az Akasztó-hegyi-eresz a 4463-as barlangkataszteri területen, a Tihanyi-félszigeten, Tihanyban lévő üreg neve, amelynek további nevei Akasztó-hegyi-sziklaeresz, Akasztó-dombi-sziklaüreg, Akasztó-hegyi 1. barlang, Autóparkoló alatti üreg és Szépkilátó alatti sziklaeresz. Az üreg posztvulkánikus, 3×2 m-es és 2 m magas. Az 1984-ben megjelent, Magyarország barlangjai című könyv országos barlanglistájában az Akasztó-hegyi barlangüregek összefoglaló név szerepel. A listához kapcsolódóan látható a Déli-Bakony, a Balaton-felvidék és a Keszthelyi-hegység barlangjainak földrajzi elhelyezkedését bemutató 1:500 000-es méretarányú térképen az üregek földrajzi elhelyezkedése.
Az Eszterhás István által 1989-ben írt, Magyarország nemkarsztos barlangjainak listája című kéziratban az olvasható, hogy a Bakony hegységben, a 4463-as barlangkataszteri területen, Tihanyban lévő Akasztó-hegyi-sziklaeresz gejziritben alakult ki. A barlang 2,4 m hosszú és 1,5 m magas. A listában meg van említve az a Magyarországon, nem karsztkőzetben kialakult, létrehozott 220 objektum (203 barlang és 17 mesterséges üreg), amelyek az 1989. év végéig váltak ismertté. Magyarországon 40 barlang keletkezett gejziritben. Az összeállítás szerint Kordos László 1984-ben kiadott barlanglistájában fel van sorolva 119 olyan barlang is, amelyek nem karsztkőzetben jöttek létre.
Az Eszterhás István által 1993-ban írt, Magyarország nemkarsztos barlangjainak lajstroma című összeállításban meg van említve, hogy az Akasztó-hegyi-sziklaeresz a Bakony hegységben, a 4463-as barlangkataszteri területen, Tihanyban található. A gejziritben keletkezett barlang 2,4 m hosszú és 1,5 m magas. Az összeállításban fel van sorolva az a Magyarországon, nem karsztkőzetben kialakult, létrehozott 520 objektum (478 barlang és 42 mesterséges üreg), amelyek 1993 végéig ismertté váltak. Magyarországon 40 barlang, illetve mesterségesen létrehozott, barlangnak nevezett üreg alakult ki, lett kialakítva gejziritben. A Bakony hegységben 123 barlang jött létre nem karsztkőzetben. A 2001. november 12-én készült, Magyarország nemkarsztos barlangjainak irodalomjegyzéke című kézirat barlangnévmutatójában szerepel az Akasztó-hegyi-sziklaeresz. A barlangnévmutatóban fel van sorolva 11 irodalmi mű, amelyek foglalkoznak az üreggel.

## További irodalom
- Bertalan Károly: Bakonyi barlangok adatgyűjteménye. Kézirat. Veszprém, Budapest, 1932–1976 (A kézirat megtalálható az Országos Környezet- és Természetvédelmi Hivatal adattárában.)
- Eszterhás István: A Bakony barlanglajstroma. Kézirat, 1983 (A kézirat megtalálható a Bakonyi Természettudományi Múzeumban, Zircen.)
- Eszterhás István: A Tihanyi-félsziget barlangkatasztere. Kézirat, 1984 (A kézirat megtalálható a Magyar Karszt- és Barlangkutató Társulat Adattárában és a KvVM Barlang- és Földtani Osztályon. Néhány oldallal és fényképpel bővebb, mint az 1987-es nyomtatott változat.)
- Eszterhás István: A Bakony nemkarsztos barlangjainak genotipusai és kataszteri jegyzéke. Kézirat. Budapest, 1986. Szerződéses munka az Országos Környezet- és Természetvédelmi Hivatalnak